# سحب مايو
سحب مايو هو فيلم من نوع دراما وكوميديا أُصدر في 1999.  الفيلم من إخراج وسيناريو نورى بيلجى جيلان.

## القصة
تقع أحداث الفيلم في تركيا.

## طاقم التمثيل
- أمين طبرق
- مظفر اوزدمير

## وصلات خارجية
- سحب مايو على موقع IMDb (الإنجليزية)
- سحب مايو على موقع قاعدة بيانات الأفلام العربية
- سحب مايو على موقع ألو سيني (الفرنسية)
- سحب مايو على موقع Turner Classic Movies (الإنجليزية)
- سحب مايو على موقع أول موفي (الإنجليزية)
- سحب مايو على موقع فيلمافينيتي (الإسبانية)
- سحب مايو على موقع قاعدة بيانات الفيلم (الإنجليزية)
- سحب مايو على موقع ليتربوكسد (الإنجليزية)
- سحب مايو على موقع كينوبويسك (الروسية)